# 曲阳新村
曲阳新村是中華人民共和國上海市虹口區東部的一個大型居民社區，范围为大连路以北、东体育会路以东、内环以南、密云路以西，佔地78公頃，建築面積107萬平方米，得名於曲陽路。曲阳新村采用统一规划但分多次建设，一说於1980年始建，1989年最終建成；也有1979年8月31日动工、1993年建成的说法。

## 规划
曲阳新村是改革开放后上海建设的第一座居民区。规划部门将住宅区配套设施按行政区划分为居住区（街道）级、小区级、里委级三个级别，设置配套设施。社区中央，在曲阳路玉田路口设有商业、文化、行政中心，以及曲阳医院。最初规划中，为方便居民进出，曲阳路地下设有地道，但最终没有建设。当时规划部门对沿街商业不重视，刻意将居住建筑和商业建筑分离，导致不少商铺不得不在沿街居民住宅基础上“破墙开店”。此外，由于原定的人行地道未建设，居民日常活动和曲阳路过境交通存在矛盾，导致曲阳路常年拥堵。2016年，上海实施综合整治，曲阳新村内破墙开店的商铺多被取缔。
规划中的南北通道沿曲阳路地下穿过曲阳新村，但没有设置出入口。

## 政治
1983年2月21日，邓小平在汪道涵、胡立教等人的陪同下视察曲阳新村。2007年，时任国家主席胡锦涛和时任上海市委书记习近平先后来到曲阳新村。2008年2月21日，曲阳新村的曲苑内建成一座邓小平铜像。